# عمانی راجز
ابوعبدالله، محمد بن ذُؤیب فُقیمی شهرت‌یافته به عُمّانیِ راجز (حدود ۷۱۷–۸۱۲م) شاعر عراقی در سدهٔ دوم هجری بود. او را شاعری رجز-سُرا می‌دانند که دیوانش ۵۰ برگ، حدود ۱۰۰۰ بیت است. او رجز و قصیده را درآمیخت و به مدح نیز پرداخت. ابوالفرج اصفهانی در الاغانی، عمّانی را شاعری متوسط و پایین‌تر از اشجع سلمی، سلم خاسر و مروان بن ابی‌حفصه دانسته.